# Тураличи (Власеница)
Тураличи (серб. Туралићи / Turalići) — село в общине Власеница Республики Сербской Боснии и Герцеговины. В настоящее время село необитаемо.